# Peperomia exilis
Peperomia exilis är en pepparväxtart som beskrevs av August Heinrich Rudolf Grisebach. Peperomia exilis ingår i släktet peperomior, och familjen pepparväxter. Inga underarter finns listade i Catalogue of Life.